# X-Men (serie animata)
X-Men (エックスメン?, Ekkusu Men) è un anime di dodici episodi trasmesso da Animax a partire dal 1º aprile 2011 ed ispirato ai personaggi della Marvel X-Men. L'anime è il terzo del progetto Marvel Anime, in cui alcuni personaggi della Marvel sono stati adattati in animazione dallo studio di animazione giapponese Madhouse.

## Trama
In seguito alla morte di Jean Grey, gli X-Men vengono convocati dal professor Charles Xavier per un viaggio in Giappone per indagare sul rapimento della giovane Hisako Ichiki ed affrontare il Club infernale, guidati dal malvagio Mastermind, e una misteriosa squadra di supercriminali: gli U-Men.

## Personaggi e doppiatori
- Rikiya Koyama: James "Logan" Howlett / Wolverine
- Katsunosuke Hori: Charles Xavier / Professor X
- Aya Hisakawa: Ororo Munroe / Tempesta
- Hideyuki Tanaka: Hank McCoy / Bestia
- Toshiyuki Morikawa: Scott Summers / Ciclope
- Yurika Hino: Jean Grey
- Yukari Tamura: Hisako Ichiki / Corazza
- Haruhiko Jō: Jason Wyngarde / Mastermind
- Kaori Yamagata: Emma Frost / Regina Bianca
- Rintaro Nishi: Sublime

## Episodi
| Nº | Titolo italiano (tradotto) Giapponese 「Kanji」 - Rōmaji                                              | In onda        | In onda |
| Nº | Titolo italiano (tradotto) Giapponese 「Kanji」 - Rōmaji                                              | Giapponese     |         |
| 1  | Il ritorno - Unire le forze 「The Return － 集結」 - The Return - Shūketsu                            | 1º aprile 2011 |         |
| 2  | U-Men - Caccia ai mutanti 「U-MEN - ミュータント狩り」 - U-MEN - Myūtanto Gari                        | 8 aprile 2011  |         |
| 3  | Armatura - Risveglio 「Armor - 覚醒」 - Armor - kakusei                                               | 15 aprile 2011 |         |
| 4  | Trasformazione - Mutazione secondaria 「Transformation - 二次変質」 - Transformation - Niji Henshitsu | 22 aprile 2011 |         |
| 5  | Potere - Unione 「Power - 結束」 - Power - kesshoku                                                   | 6 maggio 2011  |         |
| 6  | Conflitto - Battaglia feroce 「Conflict - 激戦」 - Conflict - Gekisen                                 | 13 maggio 2011 |         |
| 7  | Tradimento - Shock 「Betrayal - 衝撃」 - Betrayal - Shōgeki                                           | 20 maggio 2011 |         |
| 8  | Perduto - Presagio 「Lost - 予兆」 - Lost - Yochō                                                     | 27 maggio 2011 |         |
| 9  | Rivelazioni - Il Burattinaio 「Revelations - 暗躍者」 - Revelations - An'yakusha                      | 3 giugno 2011  |         |
| 10 | Conto alla rovescia - Verità 「Countdown - 真実」 - Countdown - Shinjitsu                             | 10 giugno 2011 |         |
| 11 | Vendetta - La fine 「Revenge - 終末」 - Revenge - Shūmatsu                                            | 17 giugno 2011 |         |
| 12 | Destino - Legami 「Destiny - 絆」 - Destiny - kizuna                                                  | 24 maggio 2011 |         |

## Colonna sonora
Sigla di apertura
- Reassembly cantata da Takahashi Tetsuya

Sigla di chiusura
- Fighting for Justice, Fighting for All cantata da Takahashi Tetsuya